# 베쿠 학살
베쿠 학살(Bago massacre)은 2021년 4월 9일 금요일 미얀마 베쿠시에서 발생한 민간인 대량 학살이다. 이번 학살 동안 미얀마군과 미얀마 경찰 장교들은 최소 82명의 민간인을 살해했다. 당시 학살은 한 달도 채 안 된 흘라잉타야 학살에 이어 2021년 미얀마 쿠데타 이후 발생한 단일 국내 사건 중 가장 치명적인 사건이 됐다. 베쿠 학살은 2021년 4월 민간인 사상자의 거의 40%를 차지했다.

## 같이 보기
- 2021년 미얀마 쿠데타
- 미얀마 시위 (2021년~현재)